# Agnieszka Herman
Agnieszka Herman – polska poetka, autorka okładek do książek.
Autorka sześciu tomików poetyckich. Finalistka Orfeusza – Nagrody Poetyckiej im. K.I. Gałczyńskiego 2020 za tom Tło, zwyciężyła w głosowaniu internautów oraz uczestników gali przyznania nagród. Dwukrotnie nominowana do Nagrody Poetyckiej im. Ewy Tomaszewskiej za najlepsze haiku opublikowane w 2021 oraz w 2023. O jej twórczości pisali m.in. Zdzisław Antolski, Krzysztof Karasek, Leszek Żuliński a także Agnieszka Osiecka. Projektuje okładki książek m.in. dla Wydawnictwa Literackiego i Wydawnictwa Zysk i S-ka. Członkini Polskiego Stowarzyszenia Haiku, rzeczniczka PSH od 2023.

## Publikacje,
- Wybuchło słońce (WKMS, 1990)
- Zapisane światłem (Wydawnictwo Magazynu Literackiego, 1995)[7]
- Jesienią najtrudniej iść środkiem dnia (Nowy Świat, 2015)[6][10]
- Punkt przecięcia (NigitinGel, 2018) - wiersze zebrane, wydane w języku bułgarskim w tłumaczeniu Łyczezara Seliaszki
- Tło (Issa Books, 2019)[11]
- Furtka do ogrodu (Issa Books, 2024)[12]